# Bilsham
Bilsham – przysiółek w Anglii, w hrabstwie West Sussex. Leży 4,8 km od miasta Bognor Regis, 11,7 km od miasta Chichester i 86,7 km od Londynu. Bilsham jest wspomniana w Domesday Book (1086) jako Bilesham.